# Masset Inlet

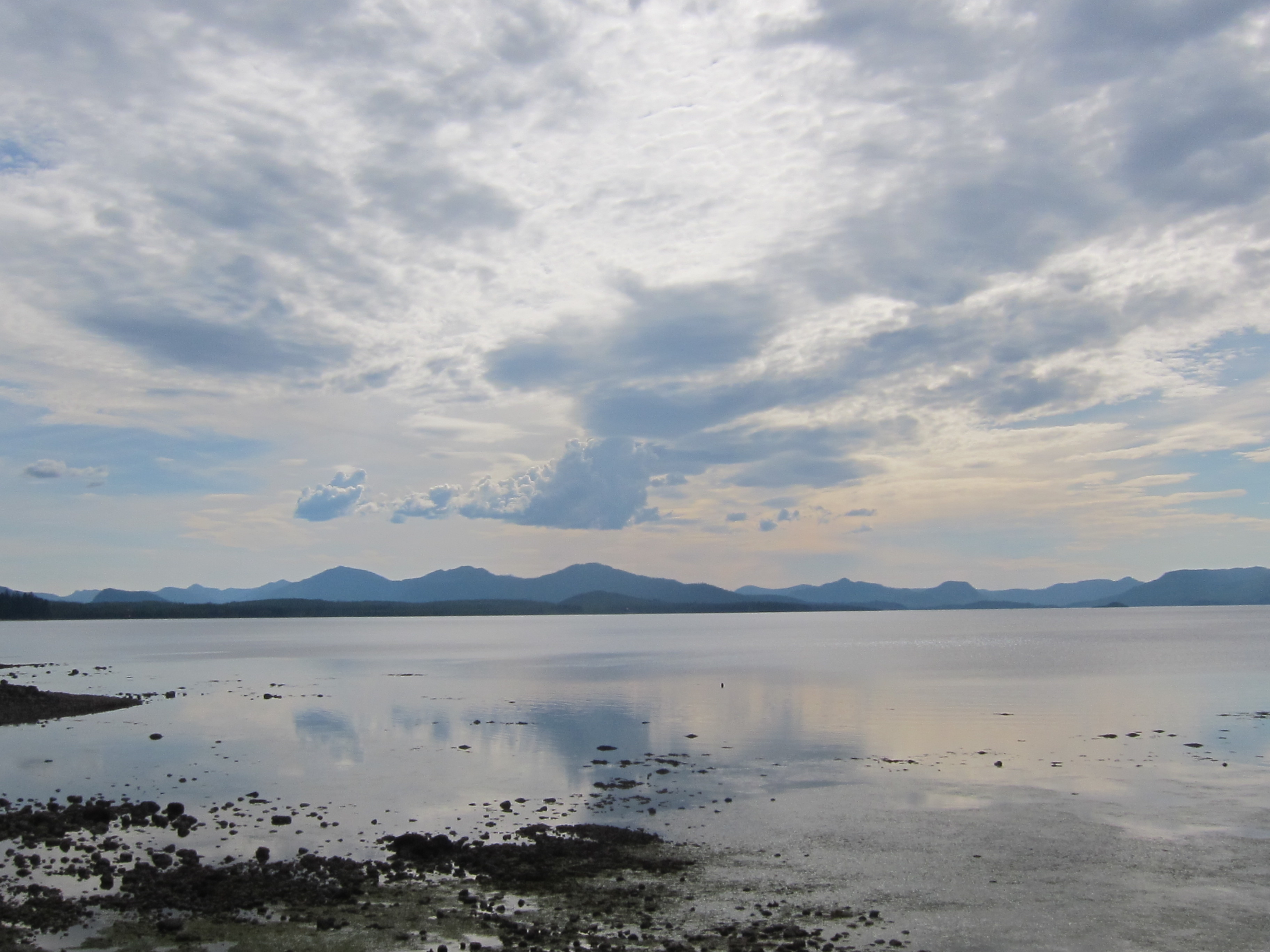
De Masset Inlet gezien vanaf de haven van Port Clements

De Masset Inlet is een baai in het westen van Brits-Columbia in Canada.

## Geografie
De baai is een grote zoutwaterbaai in het hart van het laagland van het Grahameiland in de eilandengroep Haida Gwaii. De baai wordt gevoed door verschillende rivieren, waarvan de grootste de Yakoun River is, en is verbonden met de open zee via de Dixon Entrance in het noorden door de smalle Masset Sound, die uitkomt op McIntyre Bay. De plaatsen Port Clements en Sewall liggen aan de oevers van de Masset Inlet. De plaats Juskatla ligt aan de Juus Ḵáahlii, de grootste van de armen van de Masset Inlet. Er liggen verschillende eilanden in de inham, waarvan de grootste Kumdis Island is, bij de uitgang van de inham naar Masset Sound en net ten noorden van Port Clements.
Het waterlichaam ligt in de mariene ecoregio Noord-Amerikaans Pacifisch Fjordland.

## Geschiedenis
Volgens John Thomas Walbran komt de naam Masset Inlet (evenals Masset Island, Masset Sound en de plaats Masset) van het Haida-woord Masst, wat "groot eiland" betekent. Kapitein Douglas, tijdens zijn tweede bezoek vanuit Nootka Sound aan boord van de Iphigenia op 19 juni 1789, noemde de baai die naar de inham leidde McIntyre's Bay. Deze naam werd gebruikt op de kaarten van marineofficier George Dixon en John Meares. De Amerikaanse handelaren noemden de inham Hancock's River, zoals te zien is op de kaart van Joseph Ingraham uit 1792, naar de Amerikaanse brik Hancock. 
In 1853 deed H.N. Knox van de Royal Navy, stuurman op HMS Virago, een schetsonderzoek van de haven toen de naam Masset door de Britten werd aangenomen. In 1907 werd een onderzoek uitgevoerd door kapitein Learmouth op HMS Egeria.